# Matobo Hills
Matobo Hills i Matobo nationalpark i Zimbabwe er et landområde præget af distinkte kopjer, små afrundede bjergtoppe af granit. Nationalparken er landets ældste.
Det er et af de steder i det sydlige Afrika som har tættest koncentration af klippekunst fra stenalderen. Billederne viser mennesker i bevægelse, som jægere, dansere, legende og løbende. Arkæologiske udgravninger i området har afdækket genstande som er over 35.000 år gamle.
For Matabelefolket er Matobo Hills en helligdom. Mzilikazi, som grundlagde Ndebeleriget, gav stedet dets navn, amaTobo – de skallede hoveder. Hans grav findes i området, men også Cecil John Rhodes er begravet her, da Den anden Matabelekrig blev udkæmpet her.
Matobo Hills-området omfatter mere end 3.000 km², hvoraf UNESCO verdensarvsområdet udgør 2.050 km², og ligger ca. 35 km syd for Bulawayo.

## Eksterne kilder og henvisninger
- UNEP World Conservation Monitoring Centre: faktaark (Webside ikke længere tilgængelig)

- Wikimedia Commons har flere filer relateret til Matobo Hills